# 日野・DSエンジン

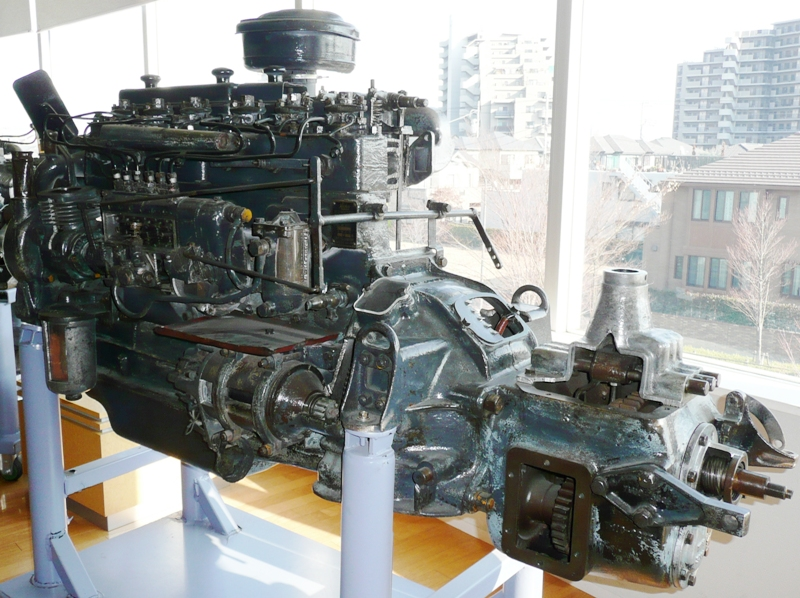
DS11

DSエンジンは日野自動車がかつて製造していたディーゼルエンジンである。

## 概要
1950年に登場した水冷、予熱燃焼式エンジン。1967年に後継として直接噴射式のEA100が登場したが、1976年まで製造された。

## バリエーション

### DS10
- 1950年登場。
- 直列6気筒 7014cc 110ps
- ボア×ストローク:105.0×135.0
- 搭載車種
  - TH10

### DS11
- 1952年登場。
- 直列6気筒 7014cc 110ps
- ボア×ストローク:105.0×135.0
- 搭載車種
  - TH11

### DS30
- 195?年登場。
- 直列6気筒 7698cc 150ps/2400rpm
- ボア×ストローク:110.0×135.0
- 搭載車種
  - TH, TA10, TA12
  - 4tトラック (自衛隊) (ZC-48C)

### DS50
- 1961年登場。
- 直列6気筒 7982cc 160ps
- ボア×ストローク:110.0×140.0
- 搭載車種
  - TH17

### DS60
- 1970年登場。
- 直列6気筒 155ps
- 搭載車種
  - BT100

### DS80

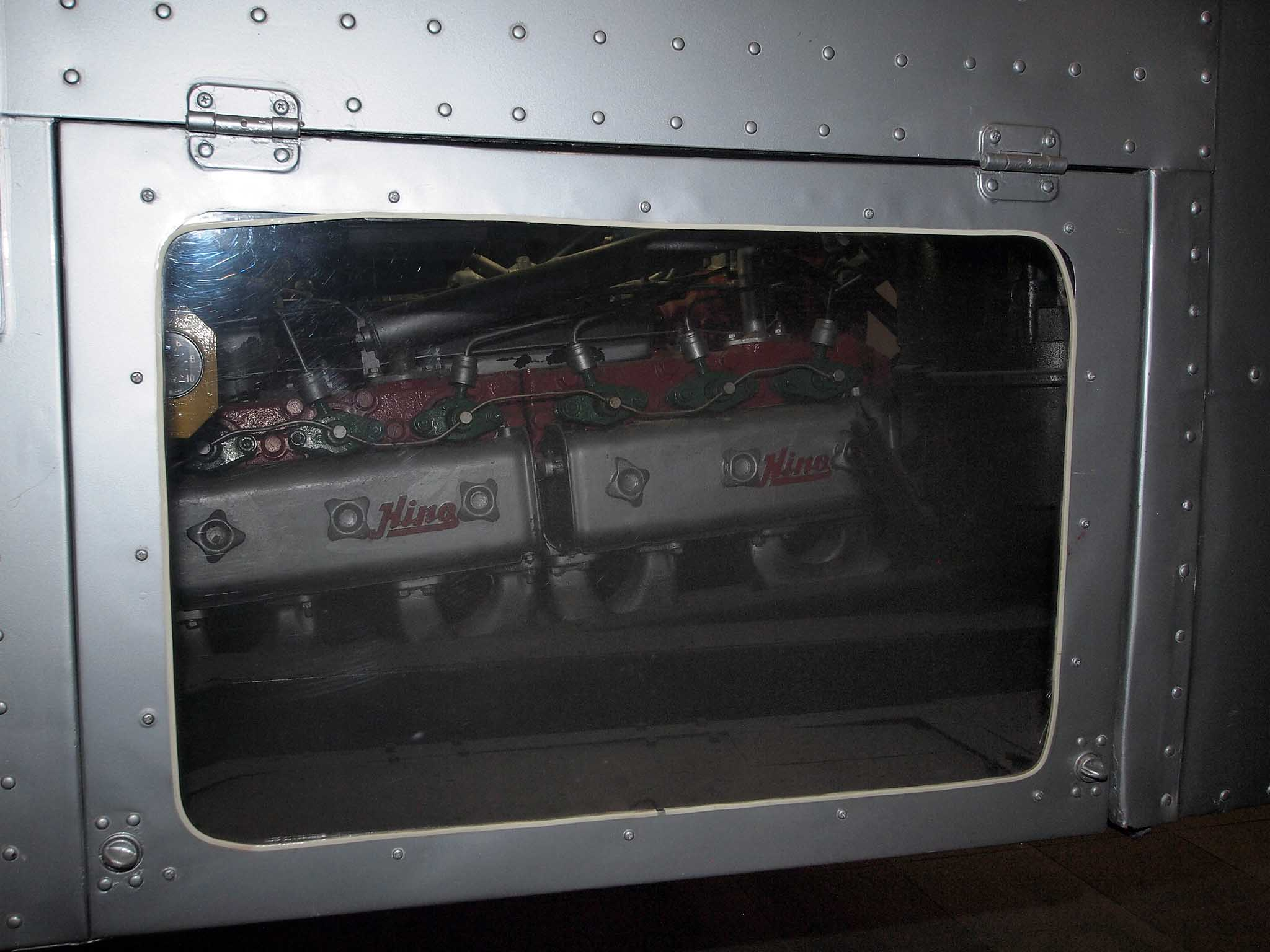
DS80

- 1960年登場。
- 直列6気筒 160ps
- 搭載車種
  - RB10

### DS120
- 1963年登場。
- 水平対向12気筒[1] 15965cc 320ps/2400rpm
- ボア×ストローク:110.0×140.0
- 搭載車種
  - RA100-P

### DS140

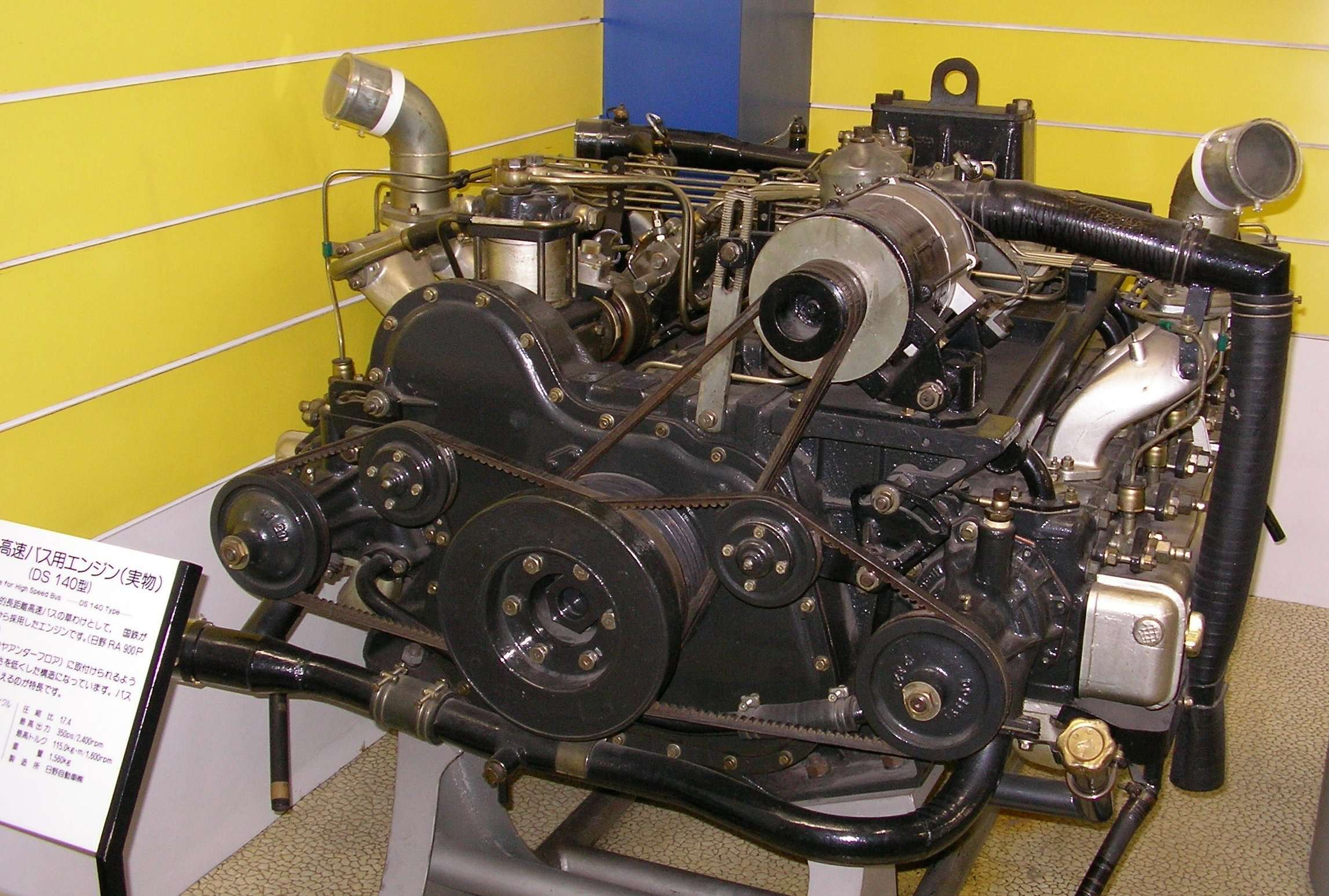
DS140

- 1969年登場。
- 水平対向12気筒[1] 17449cc 350ps/2400rpm
- ボア×ストローク:115.0×140.0
- 搭載車種
  - RA900-P